# Manhoué
Manhoué est une commune française située dans le département de la Moselle, en région Grand Est.

## Géographie

### Communes limitrophes
| Arraye-et-Han Meurthe-et-Moselle |                      | Malaucourt-sur-Seille |
| Armaucourt Meurthe-et-Moselle    | Manhoué              | Jallaucourt           |
| Lanfroicourt Meurthe-et-Moselle  | Aboncourt-sur-Seille |                       |

### Hydrographie
La commune est située dans le bassin versant du Rhin au sein du bassin Rhin-Meuse. Elle est drainée par la Seille.
La Seille, d'une longueur totale de 137,7 km, prend sa source dans la commune de Maizières-lès-Vic et se jette  dans la Moselle à Metz en limite avec Saint-Julien-lès-Metz, après avoir traversé 57 communes.

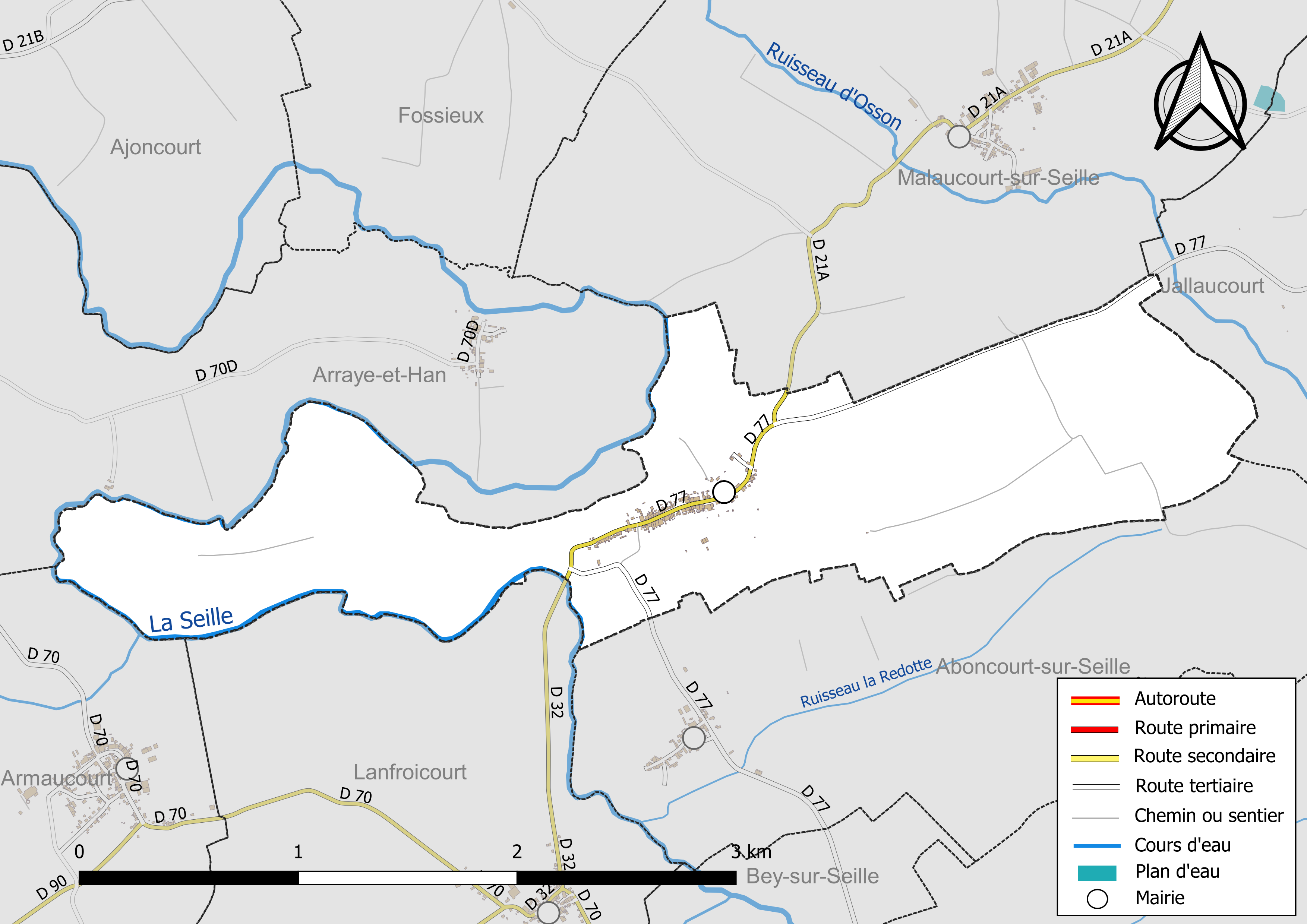
Réseaux hydrographique et routier de Manhoué.

La qualité de la Seille peut être consultée sur un site spécial géré par les agences de l’eau et l’Agence française pour la biodiversité.

### Climat
Pour des articles plus généraux, voir Climat du Grand Est et Climat de la Moselle.
En 2010, le climat de la commune est de type climat océanique dégradé des plaines du Centre et du Nord, selon une étude du Centre national de la recherche scientifique s'appuyant sur une série de données couvrant la période 1971-2000. En 2020, Météo-France publie une typologie des climats de la France métropolitaine dans laquelle la commune est exposée à un climat semi-continental et est dans la région climatique  Lorraine, plateau de Langres, Morvan, caractérisée par un hiver rude (1,5 °C), des vents modérés et des brouillards fréquents en automne et hiver. 
Pour la période 1971-2000, la température annuelle moyenne est de 9,8 °C, avec une amplitude thermique annuelle de 16,9 °C. Le cumul annuel moyen de précipitations est de 772 mm, avec 11,7 jours de précipitations en janvier et 9,3 jours en juillet. Pour la période 1991-2020, la température moyenne annuelle observée sur la station météorologique de Météo-France la plus proche, « Nancy-Essey », sur la commune de Tomblaine à 18 km à vol d'oiseau, est de 11,0 °C et le cumul annuel moyen de précipitations est de 746,3 mm. 
La température maximale relevée sur cette station est de 40,1 °C, atteinte le 24 juillet 2019 ; la température minimale est de −24,8 °C, atteinte le 21 février 1956,,. 
Les paramètres climatiques de la commune ont été estimés pour le milieu du siècle (2041-2070) selon différents scénarios d'émission de gaz à effet de serre à partir des nouvelles projections climatiques de référence DRIAS-2020. Ils sont consultables sur un site spécial publié par Météo-France en novembre 2022.

## Urbanisme

### Typologie
Au 1er janvier 2024, Manhoué est catégorisée commune rurale à habitat dispersé, selon la nouvelle grille communale de densité à sept niveaux définie par l'Insee en 2022.
Elle est située hors unité urbaine. Par ailleurs la commune fait partie de l'aire d'attraction de Nancy, dont elle est une commune de la couronne,. Cette aire, qui regroupe 353 communes, est catégorisée dans les aires de 200 000 à moins de 700 000 habitants,.

### Occupation des sols
L'occupation des sols de la commune, telle qu'elle ressort de la base de données européenne d’occupation biophysique des sols Corine Land Cover (CLC), est marquée par l'importance des territoires agricoles (99,8 % en 2018), en augmentation par rapport à 1990 (97,3 %). La répartition détaillée en 2018 est la suivante : 
terres arables (65,9 %), prairies (33,9 %), forêts (0,2 %). L'évolution de l’occupation des sols de la commune et de ses infrastructures peut être observée sur les différentes représentations cartographiques du territoire : la carte de Cassini (XVIIIe siècle), la carte d'état-major (1820-1866) et les cartes ou photos aériennes de l'IGN pour la période actuelle (1950 à aujourd'hui).

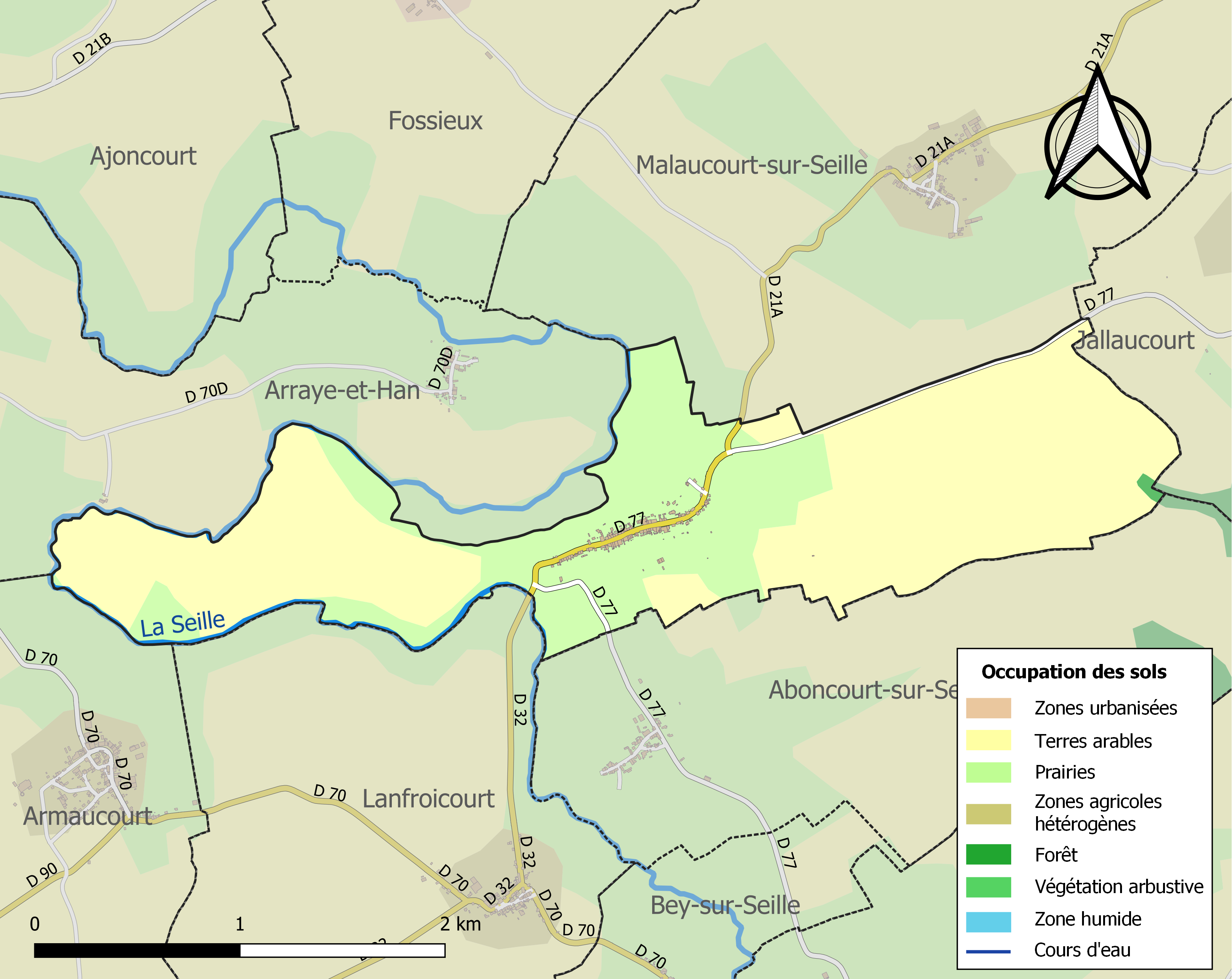
Carte des infrastructures et de l'occupation des sols de la commune en 2018 (CLC).

## Toponymie
- Peut-être de magne/maine (grand) + wé (gué)[14].
- Mainwe (1195) ; Manwuet, Manugua, Manguey, Manwey, Manweit (XIIIe siècle) ; Manwoy (1616) ; Manveoid (1618) ; Manwy (1642) ; Manvais (1668) ; Manvuey (1669), Manhoué (1793), Manwald (1915–1918 et 1940–1944).

## Histoire
- Appartient à la principauté épiscopale de Metz dans le ban de Delme.
- Entièrement détruit au cours de la Guerre de Trente Ans.
- En 1635, reconstruit à un autre endroit.
- Il y a un ban appelé "Vieux Manhoué".
- Destructions en 1914-1918.
- Destructions en 1939-1945.

### Héraldique
| Manhoué | Son blasonnement est : Parti de gueules au dextrochère de carnation vêtu d'azur mouvant d'un nuage d'argent tenant une épée d'argent garnie d'or accostée de deux cailloux d'or et mi-parti d'argent à deux saumons adossés de gueules. |

## Politique et administration
| Période                                  | Période   | Identité          | Étiquette | Qualité |
| ---------------------------------------- | --------- | ----------------- | --------- | ------- |
| mars 1977                                | mars 1989 | Lucien Maître     |           |         |
| mars 1989                                | mars 1995 | Jean-Paul Lemoine |           |         |
| mars 1995                                | Mai 2020  | Christian Noël    |           |         |
| mai 2020                                 | En cours  | Nicolas Karmann   |           |         |
| Les données manquantes sont à compléter. |           |                   |           |         |

## Démographie
| 1793 | 1800 | 1806 | 1821 | 1831 | 1836 | 1841 | 1846 | 1851 |
| ---- | ---- | ---- | ---- | ---- | ---- | ---- | ---- | ---- |
| 247  | 261  | 259  | 310  | 316  | 316  | 341  | 368  | 391  |

| 1856 | 1861 | 1871 | 1875 | 1880 | 1885 | 1890 | 1895 | 1900 |
| ---- | ---- | ---- | ---- | ---- | ---- | ---- | ---- | ---- |
| 356  | 350  | 350  | 341  | 310  | 331  | 275  | 275  | 244  |

| 1905 | 1910 | 1921 | 1926 | 1931 | 1936 | 1946 | 1954 | 1962 |
| ---- | ---- | ---- | ---- | ---- | ---- | ---- | ---- | ---- |
| 219  | 199  | 183  | 185  | 172  | 150  | 142  | 138  | 117  |

| 1968 | 1975 | 1982 | 1990 | 1999 | 2006 | 2007 | 2012 | 2017 |
| ---- | ---- | ---- | ---- | ---- | ---- | ---- | ---- | ---- |
| 117  | 130  | 122  | 134  | 146  | 136  | 135  | 144  | 142  |

| 2022 | - | - | - | - | - | - | - | - |
| ---- | - | - | - | - | - | - | - | - |
| 142  | - | - | - | - | - | - | - | - |

## Lieux et monuments
- Vestiges gallo-romains : monnaies.
- Église Saint-Georges néo-gothique fin XIXe siècle, anéantie en 1914-1918 rebâtie en son état d'origine, restaurée en 1945 ; chemin de croix fin XIXe siècle : croix calvaire moderne rappelant la déportation des habitants dans le Sud de la France en 1941.